# Castelo de Galié

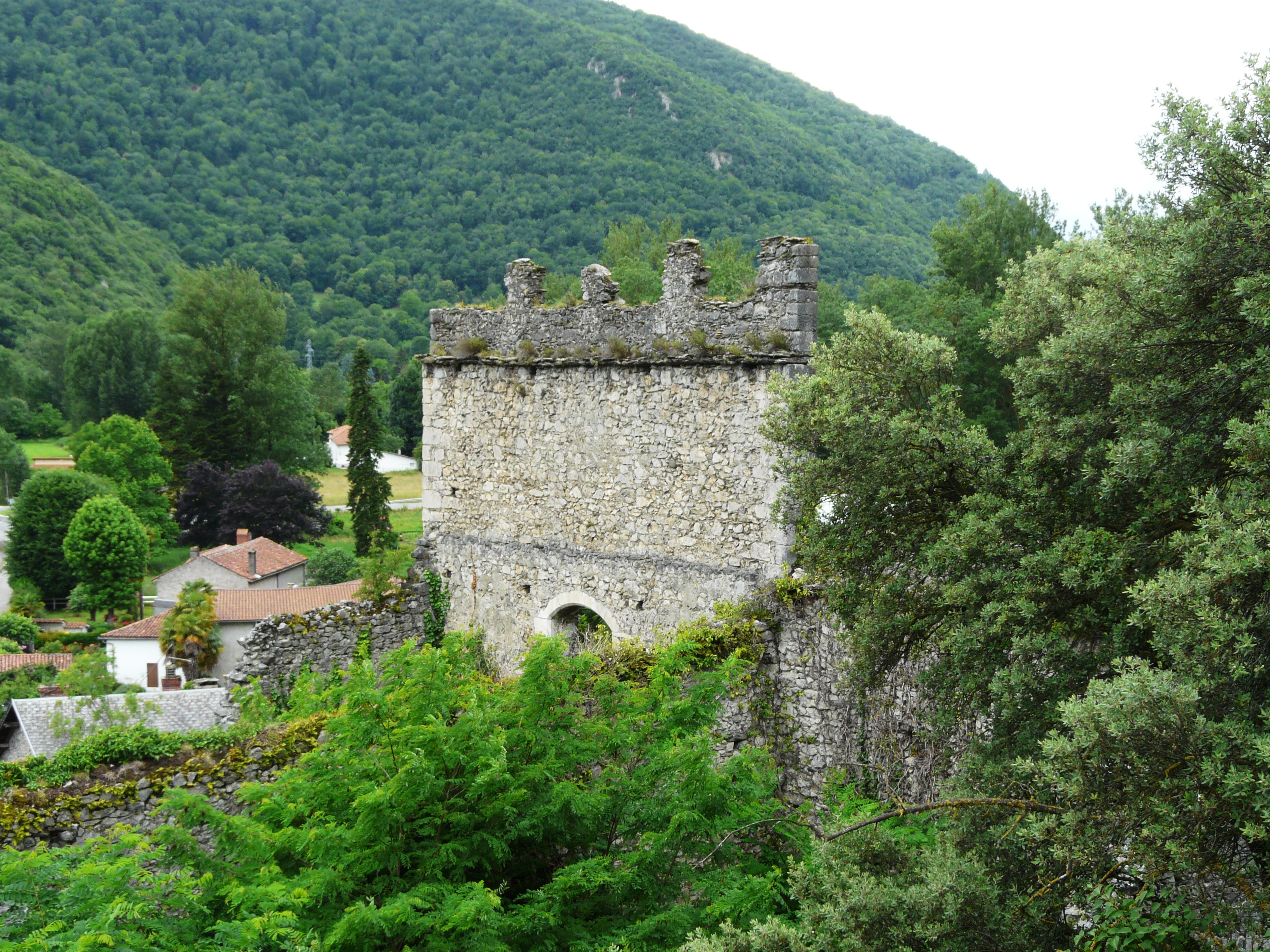
As ruínas do castelo da aldeia de Galié, Haute-Garonne, França

O Château de Galié é um castelo em ruínas do século XIV-XV na comuna de Galié no Haute-Garonne departamento, na França. Uma propriedade privada, está classificado desde 1970 como monumento histórico pelo Ministério da Cultura da França .